# بيت الوادي (حماة)
بيت الوادي قرية سورية تتبع ناحية وادي العيون في منطقة مصياف في محافظة حماة. بلغ عدد سكانها 157 نسمة في عام 2004 حسب إحصاء المكتب المركزي للإحصاء.

## وصلات خارجية
- الوحدات الإدارية في محافظة حماة